# پت پست‌چی
پت پُستچی (به انگلیسی: Postman pat) نام مجموعه تلویزیونی استاپ‌موشن مخصوص کودکان می‌باشد که توسط کمپانی وودلند انیمیشن تولید شده‌است. مخاطبان این سریال کارتونی کودکان پیش از دبستان بوده‌است و داستان‌های آن برپایهٔ شخصیت پاتریک (پَت) کلیفتون است که یک شخصیت ساختگی است که در دهکده ای به نام گریندال زندگی می‌کند.
این کارتون در سال ۱۹۸۱ میلادی به نمایش درآمد و نسخهٔ دوم این سریال در سال ۲۰۰۴ میلادی با تغییراتی در زمینه‌های مختلف ساخته شد و به نمایش درآمد.

## داستان
هر قسمت از این سریال با حادثه‌ای از جانب پَت، یک پستچی دوست‌داشتنی و گربهٔ سیاه و سفیدش، جِس است که در حال انتقال نامه‌ها به اهالی دهکده شروع می‌شود. او در ابتدا اقدام به انتقال نامه‌ها می‌کند که در هر قسمت با مشکلاتی که اهالی دهکده دارند درگیر شده و آن‌ها را حل می‌کند.

### سرچشمهٔ ایده
در مصاحبه ای از جان کانلیف (یکی از خالقان این اثر) گفته‌است که او شخصیت پستچی را انتخاب کرده‌است، زیرا به شخصیتی احتیاج داشت که بتواند از حومه شهر بازدید کند و با افراد مختلف ارتباط برقرار کند.
الهام بخش اداره پست خود یکی از خیابانهای واقع در خیابان کندال است که کانلیف در آنجا زندگی می‌کرد. اداره پست، در ۱۰ گرین ساید، در سال ۲۰۰۳ بسته شد.

### ماشین پت
ماشین پَت مانند یک جعبه با پلاک "پَت۱" می‌باشد. در هشت قسمت سری اول این سریال، بر روی وَن قرمز کمرنگ پَت، نشانهٔ تاج زرد رنگ همانند نشانهٔ ادارهٔ پست انگلستان نمایان‌بود. سپس ادارهٔ پست انگلستان اجازهٔ استفاده از نشانهٔ رسمی ادارهٔ پست را به سازندگان سریال داد و نشانهٔ قبلی با نشانهٔ مناسب جایگزین‌شد.
در قسمت‌های بعدی، پَت از مینی‌بوسی بزرگ‌تر استفاده‌کرد که اتوبوس پُست نامیده می‌شد، که می‌توانست مسافر، بسته‌های سنگین و محموله‌های پستی را نیز حمل کند. این اتوبوس "پَت۲" نامیده‌شد و از سری چهارم به بعد این اتوبوس پستی به رنگ زرد درآمد تا اتوبوس مدرسه شود.

## خارج از سریال

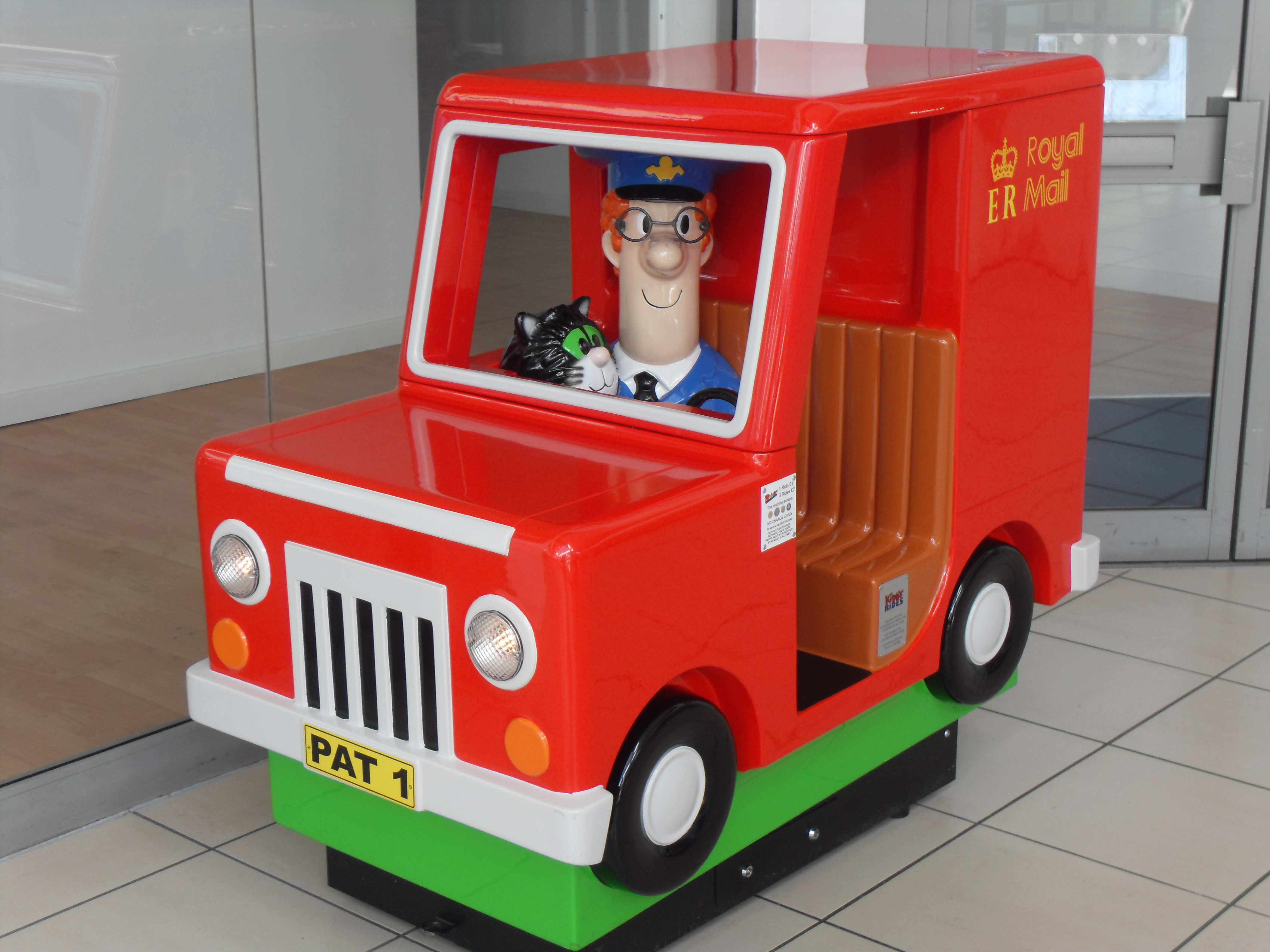
المان ورودی یک فروشگاه

### فیلم‌ها
یک پویانمایی با نام پت پستچی: فیلم در سال ۲۰۱۴ منتشر شده که بر پایهٔ این مجموعه تلویزیونی بود.

### اسپین آف‌ها

#### پت پستچی: سرویس تحویل ویژه
در سری اسپین آف، پت پستچی: سرویس ویژه تحویل (در اصل پت پستچی: SDS)، پت پستچی به عنوان رئیس SDS ارتقا یافته‌است و اکنون از او خواسته می‌شود هر چیزی را تحویل دهد. هر قسمت پت پستچی را در یک مأموریت ویژه تحویل دنبال می‌کند، از نجات یک گاو فراری گرفته تا تحویل یک مکعب یخ غول پیکر. پت پستچی در نقش جدید خود به شهر نزدیک پنچاستر رفت و آمد می‌کند و در آنجا نامه‌های ویژه خود را از مرکز نامه پنکرز جمع می‌کند. پستچی پت اکنون ناوگان جدیدی از وسایل نقلیه از جمله هلی کوپتر، جیپ 4x4 و موتور، همراه با اتومبیل فرعی برای جس در اختیار دارد. او رئیس جدیدی به نام بن دارد که تمایل دارد به او دستورالعمل بدهد (در حالی که او قبل از "ارتقا" "استاد خودش بود). همچنین به نظر می‌رسد پت از زمان انتقال به SDS اشتباهات بیشتری در کار خود مرتکب شده‌است، بیشتر به این دلیل که در این سری جدید همیشه در حین تحویل باید ی اشتباهی شود.

#### با جس حدس بزن
در سال ۲۰۰۹ اسپین آفی به شکل CGI دربارهٔ گربه پت یعنی جس ساخته شد که دربارهٔ ماجراهای جس و دیگر حیوانات بود. این مجموعه هم در سال ۲۰۱۳ به پایان رسید.

### موسیقی‌ها
موسیقی مجموعه اصلی ۱۹۸۱ توسط برایان دالی ساخته شده که تعدادی آهنگ از جمله آهنگ معروف را برای مخاطبان نوشت. برای سریال ۲۰۰۳، نویسنده موسیقی پاپ، سیمون وودگیت، امتیاز انیمیشن را به دست آورد و آهنگ‌های جدیدی نوشت؛ از جمله تم بسته‌بندی جدید "چه چیزی در کیف او است؟" آهنگ مضمون "پستی پست و گربه سیاه و سفید او" توسط کن باری برای سری اصلی در دهه‌های ۱۹۸۰ و ۱۹۹۰ خوانده شد. نسخه گسترده‌ای از این آهنگ به صورت تکی در انگلستان منتشر شد که در ژوئیهٔ ۱۹۸۲ به رتبه ۴۴ جدول رسید.

### کتاب‌ها
تا سال ۲۰۰۹، بیش از ۱۲ میلیون کتاب، از جمله کتاب‌های داستان، کتاب‌های یادگیری، کتاب‌های رنگ آمیزی و مجلات چند شخصیت، در سراسر جهان فروخته شده‌است.

### تبلیغات
از شخصیت‌های پت دستچی نیز در انگلیس و استرالیا در تبلیغات تلویزیونی شرکت Specsavers استفاده شده‌است.

## شخصیت‌ها
- پَت کلیفتون (۱۹۸۱ میلادی -)
- جِس گربه (۱۹۸۱ میلادی -)
- خانم گوگینز، پستخانه‌چی، اسم کوچک ناشناخته (۱۹۸۱ میلادی -)
- بُنی سگ، سگ سفید پشمالوی خانم گوگینز (۲۰۰۵ میلادی -)
- سارا گیلبرتسون، دختر دبستانی دکتر گیلبرتسون (۱۹۹۱ میلادی -)
- کتی پُتاژ، دختر دبستانی، خواهر دوقلوی تام، دختر خانم جولیا پُتاژ (۱۹۸۱ میلادی -)
- تام پُتاژ، پسر دبستانی، برادر دوقولوی کتی، پسر خانم جولیا پُتاژ (۱۹۸۱ میلادی -)
- چارلی پرینگل، پسر دبستانی، پسر آقای پرینگل (۱۹۸۱ میلادی -)
- لوسی سِلبای، دختر دبستانی، دختر پی‌سی سِلبای (۱۹۹۱ میلادی -)
- آقای پُتاژ، پدر تام و کتی پُتاژ، همسر جولیا پُتاژ، اسم کوچک ناشناخته (۱۹۸۱ میلادی -)
- جولیا پُتاژ، مادر تام و کتی پُتاژ، همسر آقای پُتاژ (۱۹۸۱ میلادی -)
- کشیش پیتر تیمز، کشیش (۱۹۸۱ میلادی -)
- اَلف تامسون، کشاورز، همسر دوراتی تامسون (۱۹۸۱ میلادی -)
- دوراتی تامسون، همسر اَلف تامسون (۱۹۸۱ میلادی -)
- بیل تامسون، پسر دبستانی، پسر اَلف و دوراتی تامسون (۱۹۸۱ میلادی -)
- ربکا هوبارد، همیشه سوار بر دوچرخه دیده‌شده (۱۹۸۱ تا ۲۰۰۲ میلادی)
- آمی ریگل‌وُرت، دامپزشک (۲۰۰۵ میلادی -)
- پامپ‌کین دِ پانی، حیوان خانگی آمی (۲۰۰۵ میلادی -)
- سَم والدرون، فروشندهٔ دوره‌گرد (۱۹۸۱ تا ۲۰۰۲ میلادی)
- گِرَنی ریدن، اسم کوچک ناشناخته (۱۹۸۱ تا ۲۰۰۲ میلادی)
- جورج لنکستر، کشاورز (۱۹۸۱ تا ۲۰۰۲ میلادی)
- پیتر فاگ، کشاورز (۱۹۸۱ تا ۲۰۰۲ میلادی)
- دکتر سیلویا گیلبرتسون، مادر سارا گیلبرتسون (۱۹۹۱ میلادی -)
- افسر پلیس آرتور سِلبی، پدر لوسی سِلبی، که توسط گوینده به پی‌سی سِلبی مخفف شده (۱۹۹۱ میلادی -)
- ژنرال فوربس، صاحب گارنر هال، اسم کوچک ناشناخته (۱۹۹۱ تا ۲۰۰۲ میلادی)
- سارا کلیفتون، همسر پت، پیشخدمت بوفهٔ ایستگاه از سال ۲۰۰۴ میلادی (۱۹۸۱ میلادی -)
- جولین کلیفتون، پسر دبستانی، پسر پت و سارا (۱۹۹۱ میلادی -)
- جِف پرینگل، آموزگار (۱۹۸۱ میلادی -)
- آجای بِینز، صاحب خطوط راه‌آهن، همسر نیشا بین (۲۰۰۳ میلادی -)
- نیشا بین، پیشخدمت بوفهٔ ایستگاه، همسر آجای بِینز (۲۰۰۳ میلادی -)
- میرا بِینز، دختر دبستانی، دختر نیشا بِینز (۲۰۰۳ میلادی -)
- نیکی بِینز، بچه (۲۰۰۳ میلادی -)

## پَت پستچی در ایران
در ایران این سریال در اواخر دههٔ ۸۰ و اوایل دههٔ ۹۰ میلادی به نمایش درآمد و گویندگی آن را خانم ژاله علو انجام داد که بسیار شبیه نسخهٔ اصلی می‌بود یعنی به جزء گوینده و پَت و یکی، دو نفر دیگر سایر شخصیت‌ها بدون صدا بودند.